# Токарева, Александра Васильевна
Александра Васильевна Токарева (26 июля 1926 — 1 марта 1992) — передовик советского сельского хозяйства, свинарка Нижнеломовской межколхозной базы по откорму свиней, Пензенская область, Герой Социалистического Труда (1971).

## Биография
Родилась 26 июля 1926 года в селе Верхний Ломов, ныне Нижнеломовского района Пензенской области. Получила начальное образование. В 1941 году окончила школу фабрично-заводского обучения и добровольно ушла на фронт.
В годы Великой Отечественной войны служила в зенитно-прожекторном полку под Москвой. В 1945 году демобилизовалась из Красной армии. Стала работать автоматчицей на Верхне-Ломовской спичечной фабрике "Победа".  
Из-за постоянных ночных смен в 1966 году перешла работать на свиноферму. Работала до выхода на заслуженный отдых. Постоянно добивалась высоких производственных показателей. Вступила в ряды членов КПСС в 1971 году. 
Указом Президиума Верховного Совета СССР от 8 апреля 1971 года за получение высоких результатов в сельском хозяйстве и рекордные показатели в животноводстве Александре Васильевне Токаревой было присвоено звание Героя Социалистического Труда с вручением ордена Ленина и медали «Серп и Молот».  
В середине 1980-х годов вышла на пенсию. 
Проживала в селе Верхний-Ломов. Умерла 1 марта 1992 года.

## Награды
За трудовые успехи была удостоена:
- золотая звезда «Серп и Молот» (08.04.1971)
- орден Ленина (08.04.1971)
- Медаль Материнства I степени
- Медаль Материнства II степени
- другие медали.